# Sparkasse Passau
Die Sparkasse Passau ist eine öffentlich-rechtliche Sparkasse mit Sitz in Passau in Bayern. Ihr Geschäftsgebiet erstreckt sich auf die Stadt Passau  und den Landkreis Passau.

## Geschichte
Die Sparkasse Passau entstand im Zuge der Gebietsreform 1972 durch den Zusammenschluss der Kreissparkasse Passau-Wegscheid, der Stadtsparkasse Passau, der Vereinigten Sparkassen im Landkreis Griesbach und ab Juli 1975 der Kreissparkasse Vilshofen. Die Sparkasse Passau ist über mehrere Zwischenstufen aus ursprünglich sieben Sparkassen und einem Privatbankhaus zusammengewachsen. Die Gründungen dieser Sparkassen erfolgten zwischen 1825, 1840 und 1842.

## Organisationsstruktur
Die Sparkasse Passau ist eine Anstalt des öffentlichen Rechts. Rechtsgrundlagen sind das Sparkassengesetz, die bayerische Sparkassenordnung und die durch den Träger der Sparkasse erlassene Satzung. Organe der Sparkasse sind der Vorstand und der Verwaltungsrat.

## Geschäftsausrichtung
Die Sparkasse Passau betreibt als Sparkasse das Universalbankgeschäft. Die Sparkasse Passau wies im Geschäftsjahr 2023 eine Bilanzsumme von 3,944 Mrd. Euro aus und verfügte über Kundeneinlagen von 2,981 Mrd. Euro. Gemäß der Sparkassenrangliste 2023 liegt sie nach Bilanzsumme auf Rang 129. Sie unterhält 30 Filialen/Selbstbedienungsstandorte und beschäftigt 579 Mitarbeiter.

## Sparkassen-Finanzgruppe
Die Sparkasse Passau ist Teil der Sparkassen-Finanzgruppe. Die Sparkasse vertreibt daher z. B. Bausparverträge der LBS, offene Investmentfonds der Deka und vermittelt Versicherungen der Versicherungskammer Bayern. Die Funktion der Sparkassenzentralbank nimmt die Bayerische Landesbank wahr.